# Simone Jay
Simone Jay, pseudonimo di Simone Jackson Clark (Port Chester, 27 ottobre 1960), è una cantautrice statunitense Dance/R'n'B/indie.

## Biografia
Simone Jackson nasce negli Stati Uniti e si trasferisce in Italia nei primi anni novanta. Inizia la sua carriera come cantautrice dance nel 1993, anno di uscita del singolo Love is the key. A produrla la casa discografica DWA Records, nella figura di Roberto Zanetti.
Negli anni seguenti presta la sua voce e collaborazione a diversi gruppi dance. Canta in brani musicali di notevole successo internazionale come Take Away the Colour (rap da Ice Mc e versi scritti da Simone nel 1993), Passion e Memories del gruppo italiano Netzwerk nel 1994-1995. Simone ha collaborato nell'arco della sua carriera con molti artisti di registrazione noti.
Con il nome di Simone Jay torna alla ribalta nel 1997 con la super-hit Wanna B Like A Man. A produrre il singolo è la Virgin Records. Tra gli autori spicca il nome di Taleesa. Il brano scala le classifiche di mezza Europa e Sud America. In Italia sale in vetta alle charts il 21 giugno 1997, occupando la posizione numero #11 nella classifica dei singoli più venduti di quell'anno. La canzone riscuote successo anche oltre oceano, piazzandosi secondo Billboard alla posizione numero #27 della Hot Dance Music/Maxi-Singles Sales.
Al fortunato singolo seguono Midnight, che raggiunge la posizione numero #7 in Italia e Luv Thang (#13) che vede Simone Jay coinvolta anche nella stesura del testo.
Nel 1998, oltre al successo estivo Luv Thang (in estate), spicca verso settembre la collaborazione con il noto disc-jockey/producer D.J. Dado, dalla quale "nasce" il tormentone pop-dance Ready or Not, che ci accompagnerà diversi mesi ed oltretutto entrando nella classifica Top Ten all'ottavo posto.
Nel 1999 esce Paradise;il singolo riscuote un buon successo e vede impegnati al re-mix gli Eiffel 65. Lo stesso anno è pubblicato anche Good Times. Del 2000 è invece Give Me Love.
Nel 2001 era prevista l'uscita del singolo Mum & Dad. In realtà il disco uscirà soltanto nel 2003.
Nel 2008 una nuova Simone Jay fa uscire un album, The Way. Prodotto da Marco Carmassi per la Sonikrecords con alcuni tra i musicisti più prestigiosi del mondo (Paul Jackson Jr, Vinnie Colaiuta, John Beasley, Gregg Bissonette, Steve Tavaglione, Keith Eaddy, e Rafael Padilla). l'album contiene 11 tracce R'n'B che valorizzano le qualità vocali soul della cantante . I testi sono stati scritti tutti da Carmassi e dalla stessa Simone Jackson. Al mix nomi importanti tra cui Chris Trevett (Britney Spears, Michael Jackson...).
Nel 2022 in collaborazione con il famoso producer Dj Dado canta Flying Higher e con il dj Massimo Pepe canta Let Love, tornando alla ribalta con grande consenso del pubblico amante della musica dance.

## Discografia

### Singoli
- 1993 – Love Is The Key (aka Simona Jackson)
- 1997 – Wanna B Like A Man
- 1997 – Midnight
- 1998 – Luv Thang
- 1998 – Ready or Not (DJ Dado and Simone Jay) |Ready or Not - (Featuring DJ Dado)
- 1999 – Good Times
- 1999 – Paradise
- 1998 – Turn Back Time
- 1998 – Good Morning Sunshine
- 2000 – Give Me Love
- 2003 – Mum & Dad
- 2008 – Wannablikeaman (Omonimo feat. Simone Jay)
- 2013 – Wanna B Like A Man (Max Marani)

### Collaborazioni(come cantante)
- 1993 – Take Away the Colour – (Ice Mc)
- 1994 – Passion - (Netzwerk)
- 1995 – Memories – (Netzwerk)
- 1996 – Thinkin' About You - (Discover)
- 1997 – Never Gonna Say Goodbye –(Discover)
- 2001 – Fallin In Love - (Groove Station)
- 2012 – Memories (Alexandra Damiani feat. Netzwerk)
- 2019 – Just another dream - Netzwerk

### Album
- 2008 – The Way

## Gruppi o voci correlate
- Ice MC
- DJ Dado
- Netzwerk